# 음성 마송리 석장승
음성 마송리 석장승(陰城 馬松里 石長丞)은 충청북도 음성군 원남면에 있는 석장승이다. 2002년 3월 15일 충청북도의 민속문화재 제12호로 지정되었다.

## 개요
음성 마송리 오미마을 앞으로 흐르는 하천변에 돌장승 3기가 약 100m 간격으로 세워져 있다. 이 석장승들은 150여 년 전에 한번, 충북선 공사로 두번째 지금의 위치로 옮겨진 것이라고 전한다.
3기의 장승 가운데 1호 장승은 미륵불 형태의 장승으로 훤칠한 키에 길쭉한 얼굴을 하고 있다. 얼굴 부분과 몸통 부분이 분명하게 구분되며, 머리에는 관음보살과 같은 관을 쓰고 있고 이마에는 동그란 백호가 표시되어 있다. 눈은 ‘일(一)’자 모습을 하고 있으며, 몸통에는 글씨가 새겨져 있었던 듯하나 현재는 마모가 심한 편이어서 알아보기 힘들다. 높이가 240cm, 앞면 너비가 약 40cm이며 얼굴길이가 약 80cm이다. 2호 장승은 사모를 쓴 문관의 모습을 한 장승으로 몸통에는 ‘정계대장군(靜界大將軍)’이란 글씨가 새겨져 있다. 높이가 260cm, 앞면 너비가 50cm이다. 3호 장승은 선돌 형태의 장승으로 앞면에 ‘정계대장군(靜界大將軍)’이라 쓰여 있고, 왼쪽에 ‘신묘정월일(辛卯正月日)’이라 쓰여 있다. 높이는 220cm, 너비가 50cm이다.
조성연대는 정확히 알 수 없으나 장승 양식이 불상 머리 모양인 불두형으로 이마에 백호를 박은 흔적이 있고 조각한 선 등이 풍화에 닳은 정도로 보아 조선 초기의 것으로 짐작된다.
오미마을에서는 매년 정초에 좋은 날을 택하여 장승제를 지낸다. 각 장승마다 3명씩 9명의 제주(祭主)를 뽑는데 덕망이 높고 흉액(凶厄)이 없는 사람을 뽑는다. 일단 제주로 정해지면 그 사람은 마을의 나쁜 일에는 참여하지 않고 항상 몸가짐을 깨끗하게 한다. 제물은 당일에 장승별로 준비하여 밤중에 각각 3명이 제사를 지낸다. 만일 제사 당일 마음에 흉사가 들면 제주 혼자서 제사를 지낸다.
이 석장승들은 마을 공동체 신앙의 대상으로 마을의 수살막이 및 수호신인 장승으로 민속학적 가치가 있다.

## 문화재 지정 사유
마송리석장승은 마을공동체 신앙의 대상으로 마을의 수살막이 및 수호신(守護神)인 장승으로 현존 상태가 양호하다. 민속자료 및 마을공동체 신앙 전승자료로 체계적인 관리와 보존하기 위함

## 갤러리

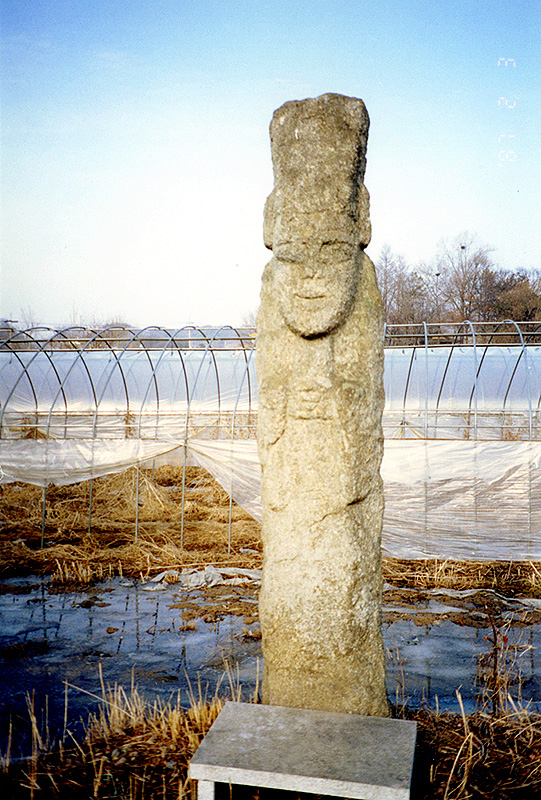
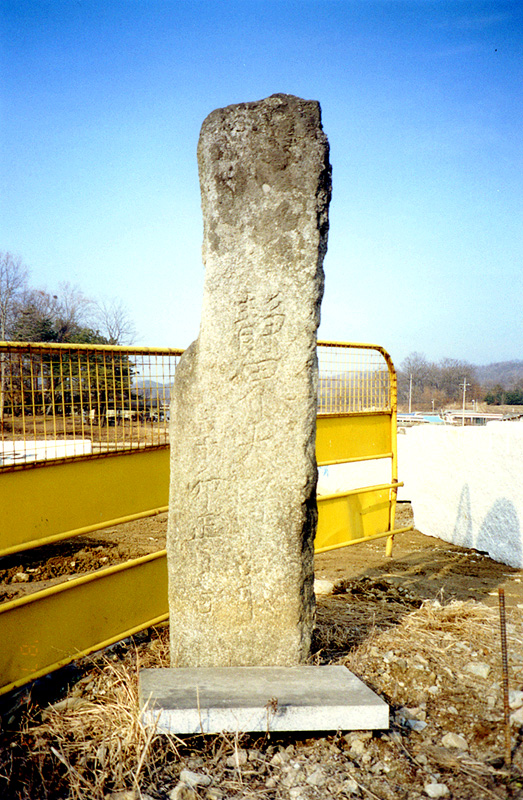

## 참고 자료
- 음성 마송리 석장승 - 국가유산청 국가유산포털